# حازم رحمن
حازم رحمن (بالإنجليزية: Hasim Rahman)‏ مواليد 7 نوفمبر 1972 في بالتيمور، هو ملاكم أمريكي يصنف ضمن فئة الوزن الثقيل. حقق بطولة المجلس العالمي للملاكمة وبطولة الاتحاد الدولي للملاكمة.

## إحصائيات
خاض خلال مسيرته 62 نزالا، فاز في 50 وتعادل في 2 وخسر في 9. فاز بالضربة القاضية في 40 نزالا.

## روابط خارجية
- حازم رحمن على موقع بوكس ريك (الإنجليزية) (registration required)